# ミハイル・ニコラエフ
ミハイル・エフィーモヴィチ・ニコラエフ（ロシア語: Михаил Ефимович Николаев、ラテン文字表記の例：Mikhail Yefimovich Nikolaev、1937年11月13日 - 2023年8月4日）は、ソビエト連邦およびロシアの政治家。ヤクート人。ロシア連邦サハ共和国初代大統領（在任期間、1991年1月27日から2002年）やロシア連邦議会上院連邦会議副議長を務めている。

## 生涯
1937年11月13日ソビエト連邦ロシア共和国のヤクート自治共和国オルジョニキーゼ地区オクテムツィー村に農民の子として生まれた。
1961年オムスク獣医大学を卒業し獣医として勤務の傍ら、コムソモール活動に参加し、ヤクーツク市コムソモール第一書記などを歴任する。1963年ソ連共産党に入党する。1969年から1971年までソ連共産党中央委員会付属高等幹部学校で学ぶ。1975年ヤクート自治共和国閣僚会議副議長（副首相）、1979年ヤクート自治共和国農相、1985年ヤクーツク地区委員会書記（農業担当）を歴任し、農業改革に尽力した。
1989年ヤクート自治共和国最高会議幹部会議長に選出される。1990年ミハイル・ゴルバチョフのペレストロイカに伴い、ヤクート共和国最高会議議長、ソ連人民代議員に選出された。
1991年ソ連8月クーデターが起こると、ソ連共産党を離党する。同年12月20日ヤクート自治共和国は大統領制を導入し、ニコラエフを初代大統領に選出した。このとき、ニコラエフは投票総数の76.7パーセントを獲得した。12月28日ヤクート自治共和国はヤクート・サハ共和国に名称を変更した。
1996年の大統領選挙では58.96パーセントを獲得し再選された。2002年に辞任後、連邦議会上院副議長を務めている。

## 著作
- 『自由と人間の選択―新生サハ（ヤクート）共和国』,創現社出版,佐藤哲雄訳,1994年